# 開化里 (堡里)
開化里，是台灣南部自明鄭時期至清治時期的一個行政區劃，其範圍約為今台南市的佳里區東北部、麻豆區、官田區西南部、下營區東南部、官田區西部及六甲區中西部。
開化里為1664年（南明永曆十八年）明鄭時期始設的四坊二十四里之一，其南邊為善化里，西南邊為武定里北岸地區，北邊及東邊為尚未納入管轄地區。
開化里佳里興一度為諸羅縣縣治所在地。後來開化里分拆為佳里興堡、蔴荳堡、茅港尾東堡、赤山堡。